# Ludność Częstochowy
Częstochowa jest 13. miastem w Polsce pod względem liczby ludności z wynikiem 234 472 mieszkańców (stan na 31 grudnia 2012 r.).
Największą populację miasta zanotowano w 1993 roku, w Częstochowie mieszkało wtedy niemal 260 tysięcy osób. Od tego czasu liczba ludności maleje, co jest spowodowane ujemnym przyrostem naturalnym oraz ujemnym saldem migracji. W drugiej dekadzie XXI wieku Częstochowa stała się jednym z najszybciej wyludniających się miast w Polsce. Według prognozy GUS, liczba mieszkańców Częstochowy ma spaść do 193 020 w roku 2035.

## Ludność Częstochowy

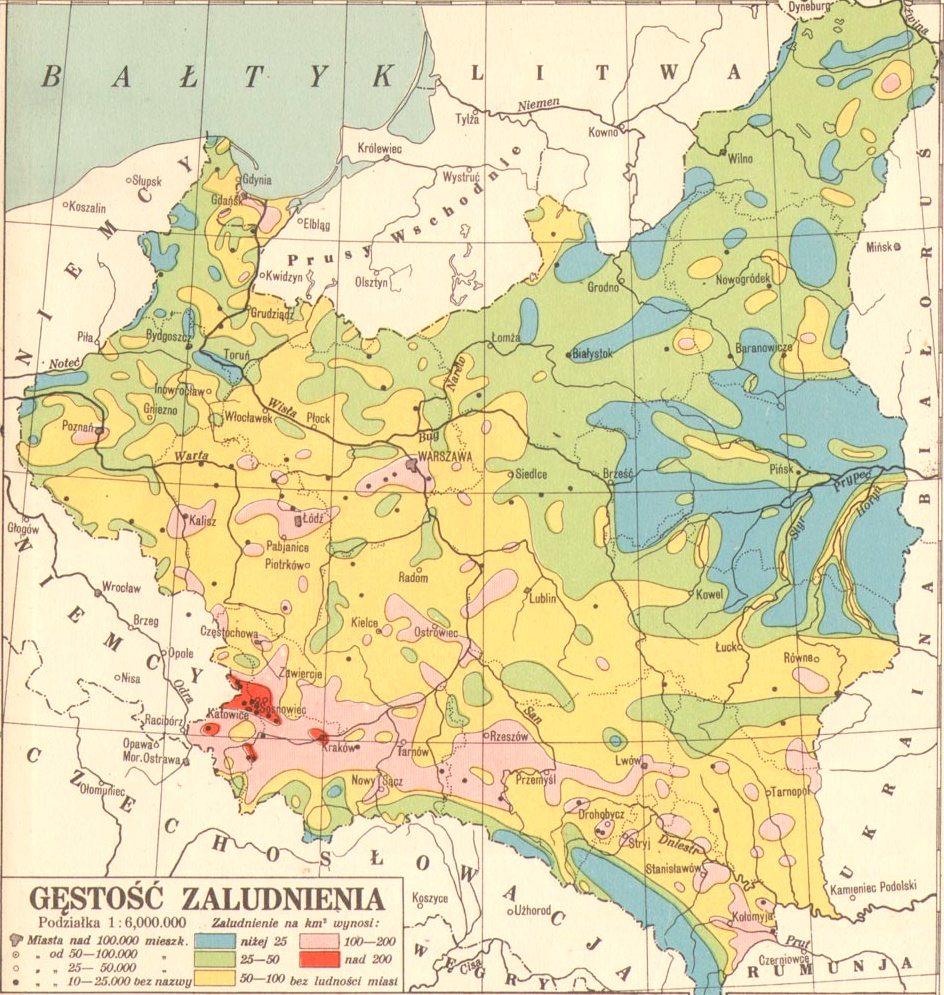
Polska, gęstość zaludnienia, 1931

- 1806 – 3 349 (w tym 496 Żydów)[3]
- 1827 – 6 168 (w tym 1 141 Żydów)[3]
- 1840 – 5 004 (w tym 2 999 Żydów)[3]
- 1857 – 8 637 (w tym 2 976 Żydów)[3]
- 1862 – 9 008 (w tym 3 360 Żydów)[3]
- 1880 – 18 147
- 1897 – 45 045
- 1908 – 69 525 (w tym 22 024 Żydów)[3]
- 1921 – 80 939 (w tym 22 663 Żydów)[3]
- 1931 – 117 179 (w tym 25 588 Żydów)[3]
- 1939 – 138 000 (w tym 28 456 Żydów)[3]
- 1946 – 101 255
- 1950 – 112 198 (spis powszechny)
- 1955 – 149 654
- 1960 – 164 906 (spis powszechny)
- 1961 – 168 500
- 1962 – 169 400
- 1963 – 171 800
- 1964 – 174 100
- 1965 – 175 353
- 1966 – 177 200
- 1967 – 183 400
- 1968 – 185 400
- 1969 – 187 000
- 1970 – 188 189 (spis powszechny)
- 1971 – 189 811
- 1972 – 192 200
- 1973 – 194 300
- 1974 – 196 449
- 1975 – 200 324
- 1976 – 202 900
- 1977 – 226 900
- 1978 – 228 600 (spis powszechny)
- 1979 – 232 400
- 1980 – 234 681
- 1981 – 237 713
- 1982 – 240 575
- 1983 – 244 120
- 1984 – 246 642
- 1985 – 249 102
- 1986 – 250 744
- 1987 – 252 886
- 1988 – 255 577 (spis powszechny)
- 1989 – 257 497
- 1990 – 257 957
- 1991 – 258 689
- 1992 – 259 556
- 1993 – 259 864
- 1994 – 259 825
- 1995 – 259 135
- 1996 – 258 886
- 1997 – 258 193
- 1998 – 257 812
- 1999 – 254 071
- 2000 – 253 133
- 2001 – 251 932
- 2002 – 250 862 (spis powszechny)
- 2003 – 249 453
- 2004 – 248 032
- 2005 – 246 890
- 2006 – 245 030
- 2007 – 242 300
- 2008 – 240 612
- 2009 – 239 319
- 2010 – 237 203
- 2011 – 236 796[4] (Narodowy Spis Powszechny 2011, stan w dniu 31 marca)
- 2012 – 234 472
- 2013 – 232 318
- 2018 – 212 872
- 2022 – 209 053
- 2023 – 208 282 (stan w dniu 1 stycznia)

## Powierzchnia Częstochowy
- 1995 – 159,61 km²
- 2006 – 159,71 km²